# Rosario Dawson
Isabel Rosario Dawson (New York, 9 maggio 1979) è un'attrice e doppiatrice statunitense.

## Biografia
Nasce a New York il 9 maggio del 1979 da Isabel Celeste, una cantante statunitense di origini portoricane e afro-cubane, che aveva 16 anni quando la partorì, e da Patrick Harris. Un anno dopo Isabel si sposò con Greg Dawson, un costruttore edile statunitense di origini irlandesi e native americane. Cresciuta a Manhattan, nel Lower East Side, all'età di 6 anni si trasferisce con la famiglia in un palazzo abbandonato dopo un incendio, nel quale visse la maggior parte dell'infanzia sognando di diventare biologa marina. Ha anche un fratellastro, Clay, più giovane di Rosario di quattro anni.

### Attrice
La carriera di attrice di Rosario iniziò a 16 anni, quando il regista Larry Clark (che l'aveva notata per strada) le offrì una parte nel film Kids. Il film ebbe molto successo, così la giovane decise di continuare la sua carriera cinematografica e frequentò il Lee Strasberg Theatre and Film Institute. Tra i suoi maggiori successi ci sono He Got Game e La 25ª ora, diretti da Spike Lee, e Men in Black II, nel quale recita accanto a Will Smith e Tommy Lee Jones. Nel 2004 ha recitato con Colin Farrell in Alexander, diretto da Oliver Stone, nella parte di Rossane, moglie di Alessandro Magno.
Tra agosto e settembre 2005 invece è apparsa sul palcoscenico del Delacorte Theatre a Central Park per recitare, con il ruolo di Julia, nel musical The Two Gentlemen of Verona di Galt MacDermot. Nello stesso anno ha recitato nell'adattamento del musical Rent diretto da Chris Columbus, nel quale interpreta la ballerina sieropositiva Mimi Marquez, mostrando le sue notevoli doti canore. In seguito fa parte della trasposizione cinematografica della graphic novel Sin City nel ruolo della prostituta Gail.
Nel maggio 2006 ha realizzato, insieme a David Atchison, il comic book Occult Crimes Taskforce. Nello stesso anno ha preso parte ad altri tre film: Clerks II di Kevin Smith, Guida per riconoscere i tuoi santi dell'esordiente Dito Montiel e Extrema - Al limite della vendetta, del quale è anche produttrice. Nel 2007 ha lavorato con Quentin Tarantino nel film Grindhouse - A prova di morte e ha partecipato al film Killshot di John Madden, distribuito direttamente in digitale nel 2009. Nel 2008 ritrova Will Smith sul set del film Sette anime di Gabriele Muccino.A partire dal 2015, fino al 2018, interpreta l'infermiera Claire Temple nelle serie televisive del Marvel Cinematic Universe Daredevil, Jessica Jones, Luke Cage, Iron Fist e The Defenders. Nel 2020 interpreta la versione live action di Ahsoka Tano nella seconda stagione della serie televisiva The Mandalorian. Riprenderà il ruolo nella omonima serie spin-off prodotta per la piattaforma streaming Disney+. Nel 2022 ha ottenuto la parte di Gabbie nel film La casa dei fantasmi (il reboot dell'adattamento cinematografico originale del 2003), diretto da Justin Simien, distribuito nelle sale ad agosto 2023.

### Cantante
Nel 1999 Dawson ha registrato un'introduzione alla ristampa dell'album 1999 di Prince, nella quale commenta lo stato del mondo in quell'anno. Nello stesso periodo è apparsa nel videoclip della canzone Out of Control dei The Chemical Brothers e ha prestato la voce per la canzone She Lives in My Lap degli OutKast.

## Vita privata
Nel 2014 Dawson ha adottato una ragazza di 12 anni di nome Isabella. Dal 2018 al 2022 è stata in una relazione con il senatore statunitense Cory Booker.
Dal 2019 adotta un'alimentazione vegana.

## Attivismo
Attiva sostenitrice del Partito democratico, Rosario Dawson è stata arrestata nel 2004 durante una protesta contro il presidente George W. Bush e nel 2016 durante una marcia del movimento Democracy Spring a Capitol Hill.
L'attrice ha dichiarato il suo supporto per Barack Obama nelle elezioni presidenziali del 2012 e per Bernie Sanders nel 2016. In occasione delle elezioni del 2020 ha appoggiato la candidatura del marito Cory Booker; al termine della sua candidatura ha sostenuto nuovamente Sanders.
Nel corso degli anni l'attrice ha dato il suo sostegno a numerose organizzazioni internazionali, tra cui Lower East Side Girls, Club, Parents, Families, and Friends of Lesbians and Gays, International Rescue Committee, Voto Latino, Oxfam e Amnesty International. Il 13 maggio 2015 riceve al Taormina Film Fest il premio Humanitarian Taormina Award per il suo impegno sociale a favore delle donne in Sierra Leone.

## Filmografia

### Attrice

#### Cinema
- Kids, regia di Larry Clark (1995)
- He Got Game, regia di Spike Lee (1998)
- Strade laterali (Side Streets), regia di Tony Gerber (1998)
- Una voce per gridare (Light it up), regia di Craig Bolotin (1999)
- Pazzo di te! (Down to You), regia di Kris Isacsson (2000)
- King of the Jungle, regia di Seth Zvi Rosenfeld (2000)
- Josie and the Pussycats, regia di Harry Elfont e Deborah Kaplan (2001)
- I marciapiedi di New York (Sidewalks of New York), regia di Edward Burns (2001)
- Trigger Happy, regia di Julian West (2001)
- Chelsea Walls, regia di Ethan Hawke (2001)
- Love in the Time of Money, regia di Peter Mattei (2002)
- Ash Wednesday, regia di Edward Burns (2002)
- Soldifacili.com (The First $20 Million Is Always the Hardest), regia di Mick Jackson (2002)
- Men in Black II, regia di Barry Sonnenfeld (2002)
- Pluto Nash (The Adventures of Pluto Nash), regia di Ron Underwood (2002)
- La 25ª ora (25th Hour), regia di Spike Lee (2002)
- This Girl's Life, regia di Ash (2003)
- L'inventore di favole (Shattered Glass), regia di Billy Ray (2003)
- Il tesoro dell'Amazzonia (The Rundown), regia di Peter Berg (2003)
- V-Day: Until the Violence Stops, regia di Abby Epstein (2003)
- Alexander, regia di Oliver Stone (2004)
- This Revolution, regia di Stephen Marshall (2005)
- Sin City, regia di Frank Miller e Robert Rodriguez (2005)
- Little Black Dress, regia di Talia Lugacy (2005)
- Rent, regia di Chris Columbus (2005)
- Clerks II, regia di Kevin Smith (2006)
- Guida per riconoscere i tuoi santi (A Guide to Recognizing Your Saints), regia di Dito Montiel (2006)
- Grindhouse - A prova di morte (Death Proof), regia di Quentin Tarantino (2007)
- Extrema - Al limite della vendetta (Descent), regia di Talia Lugacy (2007)
- Explicit Ills, regia di Mark Webber (2008)
- Killshot, regia di John Madden (2008)
- Eagle Eye, regia di D.J. Caruso (2008)
- Sette anime (Seven Pounds), regia di Gabriele Muccino (2008)
- Percy Jackson e gli dei dell'Olimpo - Il ladro di fulmini (Percy Jackson & the Olympians: The Lightning Thief), regia di Chris Columbus (2010)
- Unstoppable - Fuori controllo (Unstoppable), regia di Tony Scott (2010)
- Il signore dello zoo (Zookeeper), regia di Frank Coraci (2011)
- 10 Years, regia di Jamie Linden (2011)
- Fire with Fire, regia di David Barrett (2012)
- In trance, regia di Danny Boyle (2013)
- Non lasciarmi sola (Gimme Shelter), regia di Ron Krauss (2013)
- The Captive - Scomparsa (The Captive), regia di Atom Egoyan (2014)
- Verso la fine del mondo (Parts Per Billion), regia di Brian Horiuchi (2014)
- Cesar Chavez, regia di Diego Luna (2014)
- Sin City - Una donna per cui uccidere (Sin City: A Dame to Kill For), regia di Robert Rodríguez e Frank Miller (2014)
- Top Five, regia di Chris Rock (2014)
- Due Poliziotti a Parigi (Puerto Ricans in Paris), regia di Ian Edelman (2015)
- L'amore criminale (Unforgettable), regia di Denise Di Novi (2017)
- Krystal, regia di William H. Macy (2017)
- Zombieland - Doppio colpo (Zombieland: Double Tap), regia di Ruben Fleischer (2019)
- Jay e Silent Bob - Ritorno a Hollywood (Jay and Silent Bob Reboot), regia di Kevin Smith (2019)
- The Water Man, regia di David Oyelowo (2020)
- Clerks III, regia di Kevin Smith (2022)
- La casa dei fantasmi (Haunted Mansion), regia di Justin Simien (2023)

#### Televisione
- Daredevil – serie TV, 8 episodi (2015-2016)
- Jessica Jones – serie TV, 1 episodio (2015)
- Luke Cage – serie TV, 11 episodi (2016-2018)
- Iron Fist – serie TV, 6 episodi (2017-2018)
- The Defenders – miniserie TV, 6 episodi (2017)
- Jane the Virgin – serie TV, 18 episodi (2018-2019)
- The Mandalorian – serie TV, episodio 2x05 (2020)
- Briarpatch – serie TV, 10 episodi (2019-2020)
- Calls – serie TV, 1 episodio (2021)
- Dopesick - Dichiarazione di dipendenza (Dopesick) – miniserie TV, 8 episodi (2021)
- Young Rock – serie TV, episodi 1x06-1x07 (2021)
- The Book of Boba Fett – miniserie TV, episodio 1x06 (2022)
- Ahsoka – serie TV, 8 episodi (2023)

### Doppiatrice
- Marc Eckō's Getting Up: Contents Under Pressure – videogioco (2006)
- The Haunted World of El Superbeasto, regia di Rob Zombie (2009)
- Syndicate – videogioco (2012)
- Trilli e la creatura leggendaria (Tinker Bell and the Legend of the NeverBeast), regia di Steve Loter (2015)
- Ratchet & Clank – videogioco (2016)
- Dishonored 2 – videogioco (2016)
- LEGO Dimensions – videogioco (2016)
- Ratchet & Clank, regia di Kevin Munroe (2016)
- LEGO Batman - Il film (The Lego Batman Movie), regia di Chris McKay (2017)
- Wilson's Heart – videogioco (2017)
- Dishonored: La morte dell'Esterno (Dishonored: Death of the Outsider) – videogioco (2017)
- The Death of Superman, regia di Jake Castorena e Sam Liu (2018)
- BattleScar (cortometraggio), regia di Nico Casavecchia (2018)
- NBA 2K20 – videogioco (2019)
- Gli ultimi ragazzi sulla Terra (The Last Kids on Earth) – serie TV (2019-in corso)
- Space Jam: New Legends (Space Jam: A New Legacy), regia di Malcolm D. Lee (2021)
- Dying Light 2 – videogioco (2022)
- Terminator Zero – serie TV (2024)
- Opus - Venera la tua stella (Opus), regia di Mark Anthony Green (2025)

## Riconoscimenti
- MTV Movie & TV Awards
  - 2015 – Candidatura al miglior momento "Ma che ca...!" con Anders Holm per Top Five[31]

## Doppiatrici italiane
Nelle versioni in italiano delle opere in cui ha recitato, Rosario Dawson è stata doppiata da:
- Francesca Fiorentini in He Got Game, La 25ª ora, Il tesoro dell'Amazzonia, Sin City, Rent, Clerks II, Guida per riconoscere i tuoi santi, Grindhouse - A prova di morte, Sette anime, Percy Jackson e gli dei dell'Olimpo - Il ladro di fulmini, Unstoppable - Fuori controllo, Fire with Fire, Non lasciarmi sola, 10 Years, Sin City - Una donna per cui uccidere, Top Five, Daredevil, Jessica Jones, Luke Cage, Iron Fist, The Defenders, Jane the Virgin, Someone Great, Jay e Silent Bob - Ritorno a Hollywood, Clerks III
- Laura Romano in The Mandalorian, Dopesick - Dichiarazione di dipendenza, The Book of Boba Fett, Ashoka, La casa dei fantasmi
- Eleonora De Angelis ne I marciapiedi di New York, Men in Black II, Killshot
- Alessandra Cassioli in Pluto Nash, Alexander, Eagle Eye
- Domitilla D'Amico in Pazzo di te!, Il signore dello zoo, In trance
- Alessia Amendola ne L'amore criminale, Zombieland - Doppio colpo
- Rossella Acerbo in Kids
- Chiara Colizzi in Una voce per gridare
- Monica Bertolotti in Josie and the Pussycats
- Paola Della Pasqua in Soldifacili.com
- Roberta Paladini ne L'inventore di favole
- Elisabetta Cesone in The Captive: Scomparsa
- Chiara Gioncardi in Verso la fine del mondo
- Benedetta Degli Innocenti  in The Water Man
- Daniela Calò in Calls

Da doppiatrice è sostituita da:
- Chiara Gioncardi in Trilli e la creatura leggendaria
- Perla Liberatori in Ratchet & Clank
- Geppi Cucciari in LEGO Batman - Il film
- Francesca Fiorentini in Elena di Avalor
- Valentina Mari in Space Jam: New Legends
- Chiara Colizzi in Opus - Venera la tua stella